# Synopeas thysanus
Synopeas thysanus är en stekelart som beskrevs av Mikhail Vasilievich Kozlov 1978. Synopeas thysanus ingår i släktet Synopeas och familjen gallmyggesteklar. Inga underarter finns listade i Catalogue of Life.